# Рт Бајрон
Рт Бајрон (енгл. Cape Byron) је најисточнија тачка континенталног дела Аустралије. Налази се на 28°37′ јгш и 153°38′ игд.

## Географија
Рт је смештен на обали савазне државеНови Јужни Велс и представља границу између Коралног мора и Тасмановог мора. У саставу је Маринског парка Кејп Бајрон и удаљен је око 650 километара североисточно од Сиднеја. На рту се налази светионик постављен још давне 1901. године. Име му је дао Џејмс Кук, 15. маја 1770. године, у част британског истраживача Џона Бајрона. 